# Мельничанский, Григорий Натанович
Григорий (Гершон) Натанович Мельничанский (6 июня 1886, г. Бобринец, ныне Кировоградской области Украины — 26 октября 1937) — революционер, советский профсоюзный деятель.
Член РСДРП с 1902 года, впоследствии большевик.
В 1925—30 — кандидат в члены ЦК ВКП(б).
Делегат 8—16-го съездов партии; на 14-м и 15-м съездах избирался кандидатом в члены ЦК ВКП(б). Член ЦИК СССР. Член Президиума Профинтерна.

## Биография
Родился в мещанской семье, его отец эмигрировал с семьёй в США в 1905 году. Рабочий-металлист.
Вспоминал об одном эпизоде своей работы подмастерьем в Кривом Роге: 

«Я очень быстро, после 2—3 месяцев работы, взбунтовался против условий труда, повел агитацию среди остальных товарищей, и мы насели на хозяина с требованием изменения условий».
Неоднократно арестовывался, сидел, высылался в Сибирь.
Со второй половины первого десятилетия XX века перешёл на нелегальное положение.
В 1910 году эмигрировал в США, принимал активное участие в американском рабочем движении, состоял в Американской социалистической партии, подвергался арестам. Был связан с организацией «Индустриальные рабочие мира».
В 1917 выехал из США в Россию вместе с Л. Д. Троцким, был арестован англичанами и отправлен в концлагерь в Канаду,  но в мае освобожден. (Троцкий упоминал о нём в своих воспоминаниях.) С 1917 года — член Военно-революционного комитета.
Делегат 6-го съезда РСДРП(б). В октябре 1917 года — член Московского ВРК как представитель. В 1917—18 — секретарь, с 1918 — председатель Московского губернского совета профсоюзов (МГСПС). В 1918—20 — член Совета обороны от ВЦСПС.
В 1918 и с 1921 член Президиума ВЦСПС, член Президиума Профинтерна. В 1924—26 — заведующий организационным отделом ВЦСПС. В 1926—29 годах — председатель ЦК профсоюза текстильщиков, в 1929—31 —
председатель Всесоюзного текстильного объединения и одновременно член Президиума ВСНХ. В 1931—34 годах — член Президиума Госплана СССР, член коллегии Наркомата РКИ. В 1934—36 — председатель Комитета по изобретательству при СТО.
20.6.1937 — арестован, 26.10.1937 — приговорен ВКВС СССР за участие в контрреволюционной организации к смертной казни и расстрелян в тот же день. Место захоронения: Донское.
3.11.1959 — реабилитирован.

## Сочинения
- Московские профессиональные союзы в обстановке НЭПа. М., 1923
- Организационная работа профессиональных союзов. М., 1927
- Очередные вопросы финансовой политики профсоюзов. М., 1928
- Вредительство в текстильной промышленности. М.-Л., ГИЗ, 1930
- Изобретательство на социалистической стройке. Л., 1934